# Provence Rugby
Lo Provence Rugby è un club di rugby francese con sede a Aix-en-Provence, milita nel campionato Pro D2.